# دایراگو
دایراگو (به ایتالیایی: Dairago) یک کومونه در ایتالیا است که در استان میلان واقع شده‌است.

## خصوصیات
دایراگو ۵٫۶ کیلومترمربع مساحت و ۶٬۱۶۷ نفر جمعیت دارد و ۱۹۶ متر بالاتر از سطح دریا واقع شده‌است.